# Jebel Al-Mutawwaq
Jebel Al-Mutawwaq (en árabe: جبل المطوق‎), es una montaña jordana en el límite de las provincias de Zarqá y Mafraq, situada cerca de la población de Quneya. A sus pies corre el río Zarqa (Jabok), uno de los pocos ríos de Jordania que lleva agua durante todo el año.

## Historia
Jebel Al-Mutawwaq o Jebel Mutawwaq (La Montaña Cercada) es un monte de la estepa jordana que se eleva sobre la cuenca media del río Zarqa, Jordania. Este promontorio se ubica en un punto geográfico de gran importancia, al lado de dos fuentes de agua y sobre el curso fluvial, por lo que ha sido ocupado por el hombre desde tiempos prehistóricos. En la vertiente sur de la elevación se encuentra un yacimiento arqueológico adscrito a la Edad del Bronce Antiguo I (3500-3000 a.c) que recibe el mismo nombre que la montaña. En otros puntos de la montaña y su entorno se han documentado restos de otras épocas: Paleolítica, Neolítica, Romano-bizantina y Omeya.
Este entorno lleva siendo investigado por arqueólogos desde 1986 y desde 1989 forma parte de los proyectos arqueológicos españoles en el exterior, siendo integrado desde 1992 en la Misión Arqueológica Española en Jordania.
Durante las campañas de 2014 y 2015 contó con el apoyo económico del Ministerio de Educación, Cultura y Deportes de España a través de las ayudas para Proyectos arqueológicos españoles en el exterior y con una ayuda de la Embajada de España en Jordania a través de la OTC de AECID en Amán.
Actualmente el proyecto está financiado por la Pontificia Facultad de San Esteban de Salamanca y los fondos que aportan los propios investigadores. 

## Yacimiento arqueológico de la Edad del Bronce
El yacimiento está catalogado y documentado desde 1986 tras los trabajos de reconocimiento e investigación del arqueólogo británico Hanbury-Tenison. A partir de 1989 el investigador español Juan Antonio Fernández-Tresguerres Velasco (Universidad de Oviedo) tomó la dirección de los trabajos de prospección y excavación de este rico yacimiento jordano. El profesor Fernández-Tresguerres se centró en el poblado de la Edad del Bronce Antiguo que se ubica en la parte alta de la montaña y la gran necrópolis dolménica que rodea la montaña.
Desde el fallecimiento del profesor Fernández-Treguerres en 2011 la dirección de los trabajos fue asumida por Juan R. Muñiz (Pontificia Facultad de San Esteban de Salamanca) y Valentín Álvarez. Actualmente la excavación de Mutawwaq se ha integrado en el proyecto: A Spanish-Italian archaeological mission in Jordan, Archaeological research around the Qareisan Spring que codirige Andrea Polcaro (Università degli Studi di Perugia)

### El Poblado
El asentamiento tiene una cronología 3290 – 3040 a. C. cuyas fechas se han obtenido del análisis de Carbono 14 realizados sobre huesos de aceituna y otros restos orgánicos como huesos de fauna. El poblado se encuentra en la vertiente sur de la llanada superior de la montaña, a una altitud entre 500 y 550 m, y distribuido en una superficie aproximada de 13 hectáreas. La aldea fue construida sobre un relieve irregular que permite su división en tres sectores: el Occidental, más llano y amplio, el Central donde el asentamiento coincide con una vaguada que desciende hacia el valle del Zarqa, y el Oriental destacado por su pronunciada pendiente. El poblado está definido por un rudimentario muro que lo rodea. Este cierre está formado por un alineamiento de grandes bloques, sobre los cuales han levantado otros de menor tamaño, a juzgar por los derrumbes excavados. En la parte sur aprovecha la ruptura natural de la roca a modo de murallón natural. Se han identificado algunas de las puertas de acceso al poblado especialmente dirigidas hacia la fuente de Karaysin que se sitúa a los pies de la elevación. En el interior del recinto amurallado se aprecian 186 estructuras domésticas, un gran cercado y elementos singulares como una acumulación semejante a una torre de control.

### Campo de Dólmenes
Alrededor de la montaña de Mutawwaq se levantan más de 500 estructuras dolménicas en diversas concentraciones. Este fenómeno se repite en varios valles y elevaciones del entorno: Wadi Hmeid, Gharisa, Hawettan... Los primeros trabajos realizados con estos monumentos megalíticos han sido diversos inventarios y censos antes de acometer las excavaciones de más de una veintena de ellos. Los trabajos actuales siguen la misma línea de investigación, tratando de poner en relación estratigráfica los dólmenes con el poblado de la Edad del Bronce.

### Destrucción del yacimiento
Desde hace una veintena de años las labores de roturación y parcelación de la montaña están causando un daño irreparable para la investigación arqueológica a la que las misiones española e italiana tratan de poner remedio en colaboración con el Departamento de Antigüedades y Turismo de Jordania. En este tiempo se han perdido una 110 casas y más de 300 dólmenes.
Los planes de integración y fomento del empleo en el área a través de los trabajos arqueológicos buscan fomentar la relación de la población con el yacimiento, y que sea la propia comunidad la que vigile y atesore este bien arqueológico.

## Actualidad
Actualmente el proyecto mantiene en vigencia su ritmo de investigaciones con la excavación anual y un programa de publicaciones regular. 
Desde 2014 también se han iniciado en la zona baja de Mutawwaq los trabajos de excavación del yacimiento del periodo neolítico precerámico dirigidos por Juan José Ibáñez (CSIC, Milà i Fontanals) en un área documentado a finales de los años 80 por Thorpe y Edwards y sondeado por el equipo de Tresguerres solo en los primeros años. Este lugar se llama Al Hamma.
Estas excavaciones del periodo neolítico se enmarcan en el Proyecto Arqueológico Kharaysin.

## Comunicaciones
- MUÑIZ ÁLVAREZ, J.R.: Excavaciones arqueológicas en Jebel Mutawwaq. II Jornadas de arqueología española en el exterior. Museo Arqueológico Nacional. Madrid, 28 de noviembre de 2017
- MUÑIZ ÁLVAREZ, J.R.: Jebel Mutawwaq, un ejemplo de participación de la arqueología profesional en un proyecto de investigación académica. I Congreso de Arqueología Profesional de Sevilla y Huelva. Sevilla, 3 de noviembre de 2017
- MUÑIZ ÁLVAREZ, J.R.:Jebel Mutawwaq: Investigaciones en un Sitio Megalítico de la Edad del Bronce en Jordania. Universidad de Sevilla. 2 de noviembre de 2017
- A. POLCARO, J.R. MUÑIZ, M. MONIK and Z. LENDAKOWA, C. PANICUCCI, E. GALLO, D. CHIRIU, C. RICCI. The Use of Science Applied to Archeology: archaeometrical, ancient DNA and geophysical analysis at Jebel al-Mutawwaq. Science and Technology in Archaeology and Conservation 8 - Amán. 21 de mayo de 2017
- MUÑIZ ÁLVAREZ, J.R.:Jebel Mutawwaq, 25 años de excavaciones españolas en Jordania. Universidad de Las Palmas de Gran Canaria. 4 de octubre de 2016
- POLCARO, Andrea y MUÑIZ, Juan: Preliminary Results of the 2014-2015 Spanish-Italian Excavation Campaigns at the Early Bronze Age I Settlement of Jebel Al-Mutawwaq, Middle Wadi Az-Zarqa, Area C. XIII ICHAJ, Princess Sumaya University de Amman (2016)
- MUÑIZ ÁLVAREZ, Juan Ramón: Los trabajos de excavación realizados por la Misión Arqueológica Española en Jordania. Instituto Cervantes de Amán. Del 17 de abril de 2016.
- POLCARO, A. / MUÑIZ ÁLVAREZ, J.R.: Dolmen 534, a megalithic tomb of the Early Bronze Age II in Jebel al-Mutawwaq, Jordan. 10TH INTERNATIONAL CONGRESS ON THE ARCHAEOLOGY OF THE ANCIENT NEAR EAST (ICAANE),Viena-Austria (2016)
- POLCARO, Andrea; MUÑIZ, Juan Ramón; ÁLVAREZ Valentín: The New Spanish-Italian Expedition to the EB I site of Jebel al-Mutawwaq, Middle Wadi az- Zarqa, Jordan: Preliminary Results of the 2012-2013 Campaigns. June 2014, University of Basel, Switzerland, IX International Congress on the Archaeology of the Ancient Near East (ICAANE).
- POLCARO, Andrea; MUÑIZ, Juan Ramón; ÁLVAREZ Valentín: New Spanish-Italian Excavations to the Dolmen Field of Jebel al-Mutawwaq in middle wadi az-Zarqa: Peliminary results of the 2012 Campaign. 12th International Conference on the History and Archaeology of Jordan. (I.C.H.A.J.) 9 de mayo de 2013, Senatssaal. Humboldt-Universität zu Berlin. Berlín, Alemania
- FERNÁNDEZ-TRESGUERRES VELASCO, Juan Antonio: «La casa 77 dentro del conjunto del 'Templo de las serpientes' de Jebel al-Mutawwaq (Jordania)», IV Congreso Español de Antiguo Oriente Próximo: Las aguas primigenias. El Próximo Oriente antiguo como fuente de civilización. Zaragoza, 17-21 de octubre de 2006.
- FERNÁNDEZ-TRESGUERRES VELASCO, Juan Antonio: «Excavaciones arqueológicas en el exterior. Misiones españolas en la Cuenca del Mediterráneo», Madrid, 20-21 de enero de 2004.
- FERNÁNDEZ-TRESGUERRES VELASCO, Juan Antonio: «Estudio de la situación de la meseta norte jordana durante la Primera Edad del bronce», Congreso de Arqueología e Historia Antigua del Oriente Próximo, Barcelona 3-5 de abril de 2000.
- FERNÁNDEZ-TRESGUERRES VELASCO, Juan Antonio: «Jebel Mutawwaq at the end of the IV millennium BC», 7th International Conference on the History and Archaeology of Jordan «Jordan by Millennia», Copenhague, Denmark. Junio de 1999.
- FERNÁNDEZ-TRESGUERRES VELASCO, Juan Antonio: «Jebel Mutawwaq y los comienzos de la Edad del Bronce en el norte de Jordania», Congreso Español de Antiguo Oriente Próximo «El Mediterráneo en la Antigüedad: Oriente y Occidente». Madrid, septiembre-octubre de 1997.
- FERNÁNDEZ-TRESGUERRES VELASCO, Juan Antonio: «Los dólmenes en Jebel Mutawwaq», IV Simposio Bíblico Nacional, (1990-1992), Granada, 1992.

## Exposiciones
- Exposición: Los trabajos de excavación realizados por la Misión Arqueológica Española en Jordania. Instituto Cervantes de Amán. Del 17 de abril al 15 de mayo de 2016.
- Exposición: Ex Oriente, Scavi e ricerche dell’Università degli Studi di Perugia nel Vicino e Medio Oriente. Mostra Fotografica. Palazzo Murena, Perugia (Italia). Mayo de 2014
- Exposición: Jebel al-Mutawwaq e l’enigma dei dolmen, la Giordania agli inizi dell’Etá del Bronzo. Mostra Fotografica. Università degli Studi di Perugia. Facoltà di Lettere e Filosofia. Perugia (Italia), diciembre de 2012-febrero de 2013
- Exposición: Excavaciones en Jebel-Al-Mutawwaq. Sala de exposiciones del Edificio Histórico de la Universidad de Oviedo. Duración: Desde el 18 de junio hasta el 4 de julio de 2009. Oviedo